# The Wings Band
The Wings Band là một nhóm nhạc nam người Việt Nam đến từ Hải Phòng. Nhóm được thành lập vào tháng 8 năm 2014 với 3 thành viên: Bùi Duy Ngọc, Vũ Đức Thịnh, Trần Thành Đạt, tất cả lúc đó đều đang theo học tại trường Đại học Hàng hải Việt Nam. Ban nhạc trở nên nổi tiếng khi tham gia chương trình Nhân tố bí ẩn vào năm 2016 và giành ngôi á quân trong chương trình. The Wings Band ra mắt sản phẩm đầu tay vào ngày 3 tháng 4 năm 2017 với single debut "Đường nào đến trái tim em". 
Fandom chính thức của nhóm có tên là Windy, được thành lập vào ngày 21 tháng 8 năm 2016 sau khi nhóm giành giải nhì trong chương trình Nhân tố bí ẩn mùa 2.

## Thành viên
| Nghệ danh      | Tên đầy đủ       | Khả năng nổi bật    | Ngày sinh        | Vị trí trong nhóm          |
| -------------- | ---------------- | ------------------- | ---------------- | -------------------------- |
| Duy Ngọc       | Bùi Duy Ngọc     | Piano               | 09 tháng 5, 1993 | Leader, Lead Vocal         |
| Vũ Thịnh       | Vũ Đức Thịnh     | Diễn xuất, biểu cảm | 10 tháng 9, 1995 | Maknae, Visual, Main Vocal |
| Thành Đạt      | Trần Thành Đạt   |                     | 14 tháng 5, 1995 | Vocal                      |
| Cựu thành viên |                  |                     |                  |                            |
| Phạm Thắng     | Phạm Chiến Thắng | Beatbox             | 24 tháng 1, 1995 | Main Vocal, Main Dancer    |

## Quá trình hoạt động

### 2014-15: Thành lập ban nhạc, tham giaSao Mai
Năm 2014, Duy Ngọc, Vũ Thịnh, Phạm Thắng đã gặp nhau khi tham gia các hoạt động văn nghệ của Đoàn thanh niên tại trường Đại học Hàng hải Việt Nam. Khi ấy Duy Ngọc đang là sinh viên năm 3 theo học ngành công nghệ thông tin còn Vũ Thịnh và Phạm Thắng là đều là sinh viên năm nhất. Vũ Thịnh theo học ngành điện tử viễn thông còn Phạm Thắng đăng ký học ngành kinh tế. Học cùng trường và thường xuyên hoạt động cùng nhau trong đội văn nghệ, cả ba người quyết định thành lập nhóm nhạc và bầu Duy Ngọc làm trưởng nhóm. Cái tên The Wings Band do thành viên Phạm Thắng đặt, với mong muốn nỗ lực và đam mê sẽ là đôi cánh đưa nhóm bay cao trong con đường nghệ thuật. Thời gian đầu, The Wings Band là một ban nhạc acoustic chủ yếu hoạt động tại Hải Phòng, thường xuyên biểu diễn trong các chương trình học sinh sinh viên, các chương trình nghệ thuật do thành phố Hải Phòng tổ chức.
Năm 2015, Duy Ngọc, Vũ Thịnh và Phạm Thắng tham gia cuộc thi Liên hoan tiếng hát truyền hình toàn quốc (Sao Mai) với tư cách hát đơn. Trưởng nhóm Duy Ngọc trở thành thí sinh đại diện cho Hải Phòng lọt vào đến chung kết khu vực miền Bắc của cuộc thi này.

### 2016: Tham giaNhân tố bí ẩnvà bắt đầu nổi tiếng
- Ngày 19 tháng 12 năm 2015, The Wings Band vượt qua Vòng Sơ tuyển (Audition) được tổ chức tại thủ đô Hà Nội.
- Ngày 10 tháng 4 năm 2016, The Wings Band vào Thành phố Hồ Chí Minh tham gia vòng thi Hội ngộ (Judges' Auditions). Tại vòng thi này, nhóm trình bày bài hát  Vì Tôi Còn Sống và giành được sự đồng ý từ 4 vị giám khảo chính của chương trình là Hồ Quỳnh Hương, Thanh Lam, Dương Khắc Linh, Tùng Dương.
- Ngày 22 tháng 5 năm 2016, The Wings Band chiến thắng Vòng Tranh đấu (Bootcamp) với ca khúc Nụ cười Việt Nam.
- Ngày 5 tháng 6 năm 2016, tại hạng mục thi đấu nhóm nhạc, The Wings Band loại nhóm Fire để tiến vào vòng trong sau khi thể hiện ca khúc Linh Hồn và Thể Xác.
- Ngày 19 tháng 6 năm 2016, khởi động vòng thi đấu liveshow được truyền hình trực tiếp trên VTV3. The Wings Band an toàn đi tiếp khi biểu diễn ca khúc  Với Anh Em Vẫn Là Cô Bé] trong đêm liveshow đầu tiên.
- Ngày 26 tháng 6 năm 2016, The Wings Band mang ca khúc Shine Your Light lên sân khấu đêm liveshow 2 và an toàn đi tiếp.
- Ngày 3 tháng 7 năm 2016, biểu diễn ca khúc Chạy Mưa, The Wings Band giành được số phiếu bầu chọn cao và đi tiếp vào vòng trong.
- Ngày 10 tháng 7 năm 2016, thay đổi dòng nhạc khi thể hiện ca khúc nhạc rock Chỉ Là Giấc Mơ, The Wings Band an toàn đi tiếp.
- Ngày 24 tháng 7 năm 2016, hát ca khúc Cha trên sân khấu Nhân Tố Bí Ẩn và lần đầu tiên bị rơi vào top nguy hiểm.
- Ngày 31 tháng 7 năm 2016, The Wings Band nói lời chia tay Nhân Tố Bí Ẩn mùa 2 tại vòng liveshow 6. Hai ca khúc nhóm trình diễn trong đêm thi là Nhìn Lại và Bước Đến Bên Em.
- Ngày 21 tháng 8 năm 2016, nhóm quay trở lại đêm chung kết liveshow 9 Đỉnh Vinh Quang nhờ lượt bình chọn cao nhất từ khán giả. Trong đêm chung kết, The Wings Band biểu diễn hai ca khúc Tôi Là Một Ngôi Sao, Con Đường Tôi và giành giải á quân sau khi kết thúc đêm thi.

Sau một tháng kết thúc cuộc thi Nhân Tố Bí Ẩn, tháng 9 năm 2016, The Wings Band tung mini-album gồm những bài hát được yêu thích nhất của nhóm trong cuộc thi. Album được thu âm tại Hải Phòng và vẫn giữ nguyên phần phối khí của nhạc sĩ Hoài Sa với mong muốn tái hiện các cột mốc đáng nhớ trong cuộc thi, nơi đưa họ đến gần với khán giả.
The Winsg Band phát hành mini-album giáng sinh vào giữa thàng 12/2016. Album gồm các ca khúc giáng sinh kinh điển như được Jingle Bell Rock, Santa Is Coming To Town, Silent Night được mashup và hát theo phong cách acoustic.

### 2017: Tham giaPhiên bản hoàn hảovà ra mắt single debut
Ban nhạc The Wings đã xuất hiện trong tập 4 của chương trình Phiên bản hoàn hảo phát sóng trên HTV7 và mang đến dự thi hai ca khúc "Trót yêu" và "Phía sau một cô gái" được làm mới theo phong cách EDM. Nhận được sự đồng ý từ giám khảo Mỹ Tâm và đạo diễn Quang Dũng, nhóm giành giải quán quân của tập cùng giải thưởng 50,000,000đ từ chương trình.
Ngày 3 tháng 4 năm 2017, The Wings Band ra mắt sản phẩm âm nhạc đầu tay của nhóm mang tên "Đường nào đến trái tim em", được viết và sáng tác bởi nhạc sĩ Vũ Trung Đức (người đã sáng tác bản hit "Chờ ngày mưa tan" cho Noo Phước Thịnh); phần hòa âm phối khí do Đoàn Minh Vũ đảm nhận. Ca khúc được phát hành độc quyền trên Zing MP3 và MV lyrics do Yeah1 TV phát hành.

## Danh sách tác phẩm
| Năm  | Tên                            | Bài hát                                                                             |
| ---- | ------------------------------ | ----------------------------------------------------------------------------------- |
| 2016 | Mini-album X Factor Collection | Với Anh Em Vẫn Là Cô Bé                                                             |
| 2016 | Mini-album X Factor Collection | Linh Hồn Và Thể Xác (Piano Version)                                                 |
| 2016 | Mini-album X Factor Collection | Nụ cười Việt Nam                                                                    |
| 2016 | Mini-album X Factor Collection | Chỉ Là Giấc Mơ                                                                      |
| 2016 | Mini-album X Factor Collection | Hà Nội Mười Hai Mùa Hoa                                                             |
| 2016 | Mini-album Giáng Sinh          | Mashup Jingle Bell Rock - Santa Is Coming To Town - All I Want For Christmas Is You |
| 2016 | Mini-album Giáng Sinh          | Silent Night                                                                        |
| 2016 | Mini-album Giáng Sinh          | Mashup Mary's Boy Child - Feliz Navidad                                             |
| 2017 | Debut Single Album             | Đường Nào Đến Trái Tim Em                                                           |